# نادیا کودولا
نادیا کودولا (انگلیسی: Nadiia Kodola؛ زادهٔ ۲۹ سپتامبر ۱۹۸۸) بازیکن والیبال اهل اوکراین است.
از باشگاه‌هایی که در آن بازی کرده‌است می‌توان به آر سی کن اشاره کرد.